# Isopterygium tristaniense
Isopterygium tristaniense är en bladmossart som beskrevs av Dixon in Christophersen 1960. Isopterygium tristaniense ingår i släktet Isopterygium och familjen Hypnaceae. Inga underarter finns listade i Catalogue of Life.